# Gustav Lange (1830–1889)
Gustav Lange, född 13 augusti 1830 i Schwerstedt, nära Erfurt, provinsen Sachsen, död 20 juli 1889 i Wernigerode, var en tysk pianist och kompositör.
Lange producerade ett stort antal stycken, de flesta var ljusa och populära. Pianosolona,  Edelweiss (Op. 31) och Blumenlied (Op. 39), är kanske två av hans mest kända.